# سمندر زبان‌قارچی کولاتا
سمندر زبان‌قارچی کولاتا (نام علمی: Bolitoglossa orestes) نام یک گونه از سرده سمندرهای زبان‌قارچی است.